# 巴哈欧拉的骑士
巴哈欧拉的骑士这一称号由巴哈伊信仰的圣护守基·阿芬第授予在十年拓展计划为巴哈伊信仰开辟新领域的信徒。
守基·阿芬第维护了一份巴哈欧拉的骑士的荣誉榜。十年拓展计划结束后，一些目标因为地域的限制依然没有完成。最后一位巴哈欧拉的骑士于1990年12月到达库页岛。巴哈欧拉的骑士总计有254位，共开拓了121个区域。1992年5月28日，在巴哈欧拉去世一世纪的庆典上，鲁希伊·哈侬将此荣誉榜安放在巴哈欧拉陵寝的入口处。

## 引用
1. ↑  Cameron, G.; Momen, W. . Oxford, UK: George Ronald. 1996: 483. ISBN 0-85398-404-2.

## 延伸阅读
- Redman, Earl (2017). The Knights of Baháʼu'lláh. George Ronald, UK. ISBN 0853986053.